# Feroz
Feroz és un llargmetratge espanyol de Manuel Gutiérrez Aragón estrenat el 1984, presentada al Festival de Canes. Ha estat doblada al català.

## Argument
Pablo és un jove una mica peculiar al que li agrada menjar fruits silvestres. Un bon dia s'escapa de casa i es perd en el bosc. Un grup de gossos a punt estan d'acabar amb la seva vida, però un psicòleg el salva.

## Repartiment
- Fernando Fernán Gómez (Luis)
- Frédéric de Pasquale (Andrés)
- Elene Lizarralde (Ana)
- Julio César Sanz (Pablo)
- Javier García (Pablo - os)
- Marta Suárez (nena)
- Margarita Calahorra (mare de Pablo)
- José Rodríguez (pare de Pablo),

## Al voltant de la pel·lícula
Manuel Gutiérrez Aragó va afirmar: "Li vaig explicar a Elías Querejeta que volia fer una pel·lícula sobre l'ensinistrament dels éssers humans. No sobre l'educació sinó sobretot l'ensinistrament que rebem per sortir-nos-en a la vida"
Va ser rodada a Saja (Cantàbria) - Artikuza i Éibar (Guipúscoa) - El Espinar (Segòvia) - L'Escorial i Patones (Madrid) - Rio Cuervo (Conca) - Madrid.
El nombre d'espectadors que van anar a veure-la al cinema va ser de 80.580 i es van recaptar 22.094.285 ptes (132.789,33 €).